# Josip Jurčič
Josip Jurčič (4. března 1844 Muljava – 3. května 1881 Lublaň) byl slovinský realistický spisovatel a novinář. Jeho styl psaní byl ovlivňován různými autory a lidovou slovesností. Splnil také Levstikův literární program.

## Životopis
Narodil se roku 1844 v Muljavě jako syn klášterního kočí a domkáře. První třídu navštěvoval ve Višnje Goře, normálku, gymnázium v Lublani. Už v sedmnácti letech uveřejnil svojí první povídku (Pripovedka o beli kači, 1861). Roku 1864 Mohorjva společnost vydala historický román Jurij Kozjak a povídku Jesenska noč med slovenskimi polharji, Slovenski oglasnik a povídku Domen, roku 1865 pak Jurij Kobila.
Po dokončení gymnázia odešel do Vídně, kde studoval slovanskou a klasickou filologii. Ve sbírce Cvetje iz domačih in tujih logov je zveřejněn román Deseti brat, který platí za první slovinský román. Ve 23 letech opustil kvůli nedostatku peněz studium, roku 1868 s Josipem Stritarjem a Franem Levstikem vydal sbírku Mladika a v něm uveřejnil povídku Sosedov sin.
V Mariboru byl pomocníkem hlavního redaktora v novinách Slovenski narod,, dva roky později se stal jeho hlavním redaktorem a přestěhoval se do Lublaně. Roku 1872 zveřejnil známou krátkou povídku Telečja pečenka. O pár let později vydal román Doktor Zober, Med dvema stoloma, Lepa Vida a Cvet in sad a tragédii Tugomer, kterou zpracoval Fran Levstik.
Po dvou letech léčby onemocnění plic zemřel v Lublani. Na jeho památku pojmenovali náměstí a ulici, která začíná ve Višnje Goře a končí u jeho rodného domu v Muljavě, která je zrekonstruovaná a jedna z nejkrásnějších architektonických selských staveb ve Slovinsku.

## Publikační činnost

### První začátky a vznik myšlenek
Josip Jurčič se narodil ve vesnici Muljava. Vesnický život měl rád a přijímal ho velmi pozorně. Poslouchal mnohé vesnické podivíny, žebráky a ostatní lidi z vesnice a okolí, kteří se scházeli v jeho domácím kupectví a palírně. Tak poslouchal pohádky a lidové tradice a tím se rozvíjela jeho láska ke všemu lidovému, jeho fantazie a láska k prostým venkovským lidem, ke kterým také sám patřil. Hodně k tomu přispěl jeho dědeček, o kterém psal v Spominih na deda (1863). Josip Jurčič vzal tematiku a látku pro svá díla z domácího venkovského prostředí, tudíž prostí protagonisté a prostá tematika, která se točí kolem těžkostí a směšných příjmů malého člověka z venkovského prostředí.

### Počátky psaní
Jurčič sbíral a zapisoval příběhy a jiné lidové materiály, protože ho jako studenta ke sbírání podněcovala tehdejší politika. Už roku 1861, když mu bylo 17 let, uveřejnil Pripovedke o beli kači. Mnohým tvůrcům se tenkrát zapisování lidových pověstí zdálo jako ztráta času, ale brzy se ukázalo, že se tím velmi dobře připravil na spisovatelskou kariéru. Nejzajímavějšími pohádkami a příběhy jsou ze sbírek:
- o bratrech, kteří »sloužili čertu«
- o statečné dívce, kterou zabilo »dvanáct psohlavců«
- o princi Markovi, který »hodně dosáhl«
- o bratrovi, kterého je sestra chtěla zavraždit, protože měla radši loupežníka a »lháře«
- o třech bratrech, kteří žádali obra o oheň

Ve vzpomínkách na dědu pak byly nejzajímavější především žerty o zalátované Višnjí Goře a Žužemberku, příběhy o zázračné jeskyně a o králi Matjážovi. Zvlášť pak vydal sbírku Podzimski cečer na slovenski preji.